# Debby (Eisbär)
Debby (* 1966; † 17. November 2008) war ein Eisbärweibchen im Assiniboine Park Zoo im kanadischen Winnipeg. Nach dem Guinness-Buch der Rekorde von August 2008 handelte es sich um den ältesten Eisbären der Welt und einen der drei langlebigsten Bären aller Zeiten. Debby wurde 1966 im sowjetischen Teil der Arktis geboren und kam als Waise im Alter von einem Jahr nach Winnipeg. Im November 2008 stellte man bei ihr multiples Organversagen fest und schläferte sie daraufhin im Alter von 42 Jahren ein.